# Marco Hödl
Marco Hödl (* 10. Jänner 1997) ist ein österreichischer Fußballspieler.

## Karriere
Hödl begann seine Karriere beim SC Seiersberg. 2003 wechselte er zum SK Sturm Graz. 2011 ging er in die AKA Salzburg. Sein Profidebüt für das Farmteam FC Liefering gab er am ersten Spieltag der Saison 2015/16 gegen den SK Austria Klagenfurt.
Nach der Saison 2015/16 verließ er den FC Liefering.
Im August 2016 wechselte er zum Bundesligisten SKN St. Pölten, wo er allerdings zunächst in der Regionalligamannschaft spielen sollte. Nach einem halben Jahr beim SKN wechselte er im Jänner 2017 zum Regionalligisten TSV Hartberg.
Nach dem Aufstieg von Hartberg in die zweite Liga wechselte Hödl zur Saison 2017/18 zum Regionalligisten USK Anif. Zur Saison 2018/19 wechselte er zum Zweitligisten SK Austria Klagenfurt. Nach der Saison 2018/19 verließ er Klagenfurt und wechselte zum drittklassigen SV Austria Salzburg.